# Pianka okazała
Pianka okazała (Mucilago crustacea P. Micheli ex F.H. Wigg.) – gatunek śluzowca.

## Systematyka i nazewnictwo
Pozycja w klasyfikacji według Index Fungorum: Didymiidae, Stemonitida, Myxogastria, Myxogastrea, Mycetozoa, Amoebozoa, Protozoa.
Po raz pierwszy opisali go w 1780 r. Pier Antonio Micheli i Friedrich Heinrich Wiggers. Niektóre synonimy nazwy naukowej:

- Mucilago dictyospora (R.E. Fr.) Lizárraga, G. Moreno & Illana 1999
- Mucilago spongiosa (Leyss.) Morgan 1897
- Mucor spongiosus Leyss. 1783
- Reticularia alba Bull. 1788
- Spumaria alba (Bull.) DC. 1805
- Spumaria solida (Sturgis) H. Jahn 1923

Nazwa polska na podstawie pracy naukowej.

## Morfologia i tryb życia
Plazmodium pianki okazałej może osiągać szerokość do 5 cm i długość do 10 cm. Swoją wewnętrzną strukturą przypomina rafę koralową lub pianę i często obejmuje dookoła pęd rośliny. Ma barwę od białej do kremowej, a na starość, po odpadnięciu kory szarą do czarnej. Podczas wzrostu pełza na podłożu, pozostawiając w miejscu pełzania błoniasty i wapienny szlak. Przygotowując się do wytwarzania zarodników wspina się na suche i zacienione podłoża, np. na łodygi roślin. Może wspinać się nawet na pionowym podłożu. W sprzyjających warunkach wytwarza owocniki o długości 4–10 cm, za młodu białe, w stanie dojrzałym żółte. Mają rozmaity kształt, w zależności od podłoża. Leżnia (hypothallus) przylega bezpośrednio do podłoża. Zewnętrzna kora jest krucha, nasycona węglanem wapnia. Odpada dość szybko. Wewnątrz znajduje się ciemnobrązowa, niemal czarna włośnia tworząca sieć o gęstych oczkach. Jej włókna mają grubość do 4 μm i wolne końce. Zarodniki są okrągłe, fioletowo-brązowe do czarnych. Mają średnicę 10–18 μm, a ich powierzchnia pokryta jest długimi brodawkami i kolcami.

## Występowanie i siedlisko
Gatunek kosmopolityczny. Występuje na wszystkich kontynentach poza Antarktydą i Australią (ale jest częsty na Nowej Zelandii). W Europie Środkowej występuje w rozproszeniu. Preferuje tereny otwarte, takie jak łąki, pola uprawne, ogrody. Występuje na różnorodnych podłożach, np. na łodygach roślin i krzewów. Pojawia się od marca do listopada.